# Me
Me (danh pháp hai phần: Tamarindus indica), là một loại cây nhiệt đới, có nguồn gốc ở miền đông châu Phi, nhưng hiện nay được trồng nhiều hơn ở khu vực nhiệt đới của châu Á cũng như châu Mỹ Latinh. Quả của nó ăn được.

## Đặc điểm
Tamarindus indica là loài duy nhất trong chi Tamarindus thuộc họ Đậu (Fabaceae). Là loại cây thân gỗ, nó có thể cao tới 20 mét và là cây thường xanh trong những khu vực không có mùa khô. Gỗ của thân cây me bao gồm lớp gỗ lõi cứng, màu đỏ sẫm và lớp dác gỗ mềm có màu ánh vàng. Lá của nó có dạng lá kép lông chim, bao gồm từ 10 đến 40 lá nhỏ. Hoa tạo thành dạng cành hoa (cụm hoa với trục kéo dài và nhiều cuống nhỏ chứa một hoa, giống như ở cây đậu lupin). Quả là loại quả đậu màu nâu, bên trong chứa cùi thịt và nhiều hạt có vỏ cứng. Hạt có thể có đường rạch đôi để tăng cường khả năng nảy mầm.
Tại Malaysia nó được gọi là asam theo tiếng Mã Lai và swee boey trong tiếng Mân Nam. Tại Ấn Độ nó được gọi là imlee. Trong tiếng Sinhala tên gọi của nó là siyambala, trong tiếng Telugu nó được gọi là chintachettu (cây) và chintapandu (quả) còn trong tiếng Tamil và Malayalam nó là puli. Me là cây biểu tượng của tỉnh Phetchabun ở Thái Lan.
- Cây me giống
- hoa me
- hoa me
- lá và quả me
- Cây me tại Santa Clara, Cuba

## Sử dụng
Cùi thịt của quả me được dùng như là một loại gia vị trong ẩm thực ở cả châu Á cũng như ở châu Mỹ Latinh và nó là một thành phần quan trọng trong nước sốt Worcestershire và nước sốt HP. Cùi thịt quả non rất chua, vì thế nó thích hợp trong các món ăn chính, trong khi cùi thịt của quả chín có vị ngọt hơn và có thể sử dụng như là một loại đồ tráng miệng, làm đồ uống hay làm đồ điểm tâm.

Do tỷ trọng riêng lớn và độ bền của nó, lõi gỗ của cây me có thể dùng để đóng đồ gỗ và làm ván lót sàn. Gỗ lấy từ lõi gỗ của cây me có màu đỏ rất đẹp.
Cây me rất phổ biến ở miền nam Ấn Độ, cụ thể là tại khu vực Andhra Pradesh. Tại đây, nó được trồng để tạo bóng mát trên các con đường, tương tự như cây sồi. Một số loài khỉ rất thích ăn quả me chín.
Cùi thịt, lá và vỏ thân cây có một số ứng dụng trong y học. Ví dụ tại Philipin, lá của nó được dùng trong một số loại trà thuốc để giảm sốt rét. Nó còn là một thành phần chủ yếu trong đồ ăn ở miền nam Ấn Độ, tại đó nó được sử dụng để làm sambhar (gia vị trong súp đậu lăng với nhiều loại rau), cơm pulihora, và nhiều loại tương ớt. Me có sẵn trong mọi cửa hàng bán đồ ăn kiểu Ấn Độ trên toàn thế giới. Nó được bán như là một loại kẹo ở México (ví dụ loại kẹo pulparindo) và xuất hiện trong nhiều dạng đồ điểm tâm ở khu vực Đông Nam Á (quả khô ướp muối hay quả khô tẩm đường trong đồ uống lạnh, kem que v.v). Do các tính chất y học của mình lên nó còn được dùng trong y học Ayurveda để điều trị một số bệnh liên quan đến dạ dày hay đường tiêu hóa nói chung.

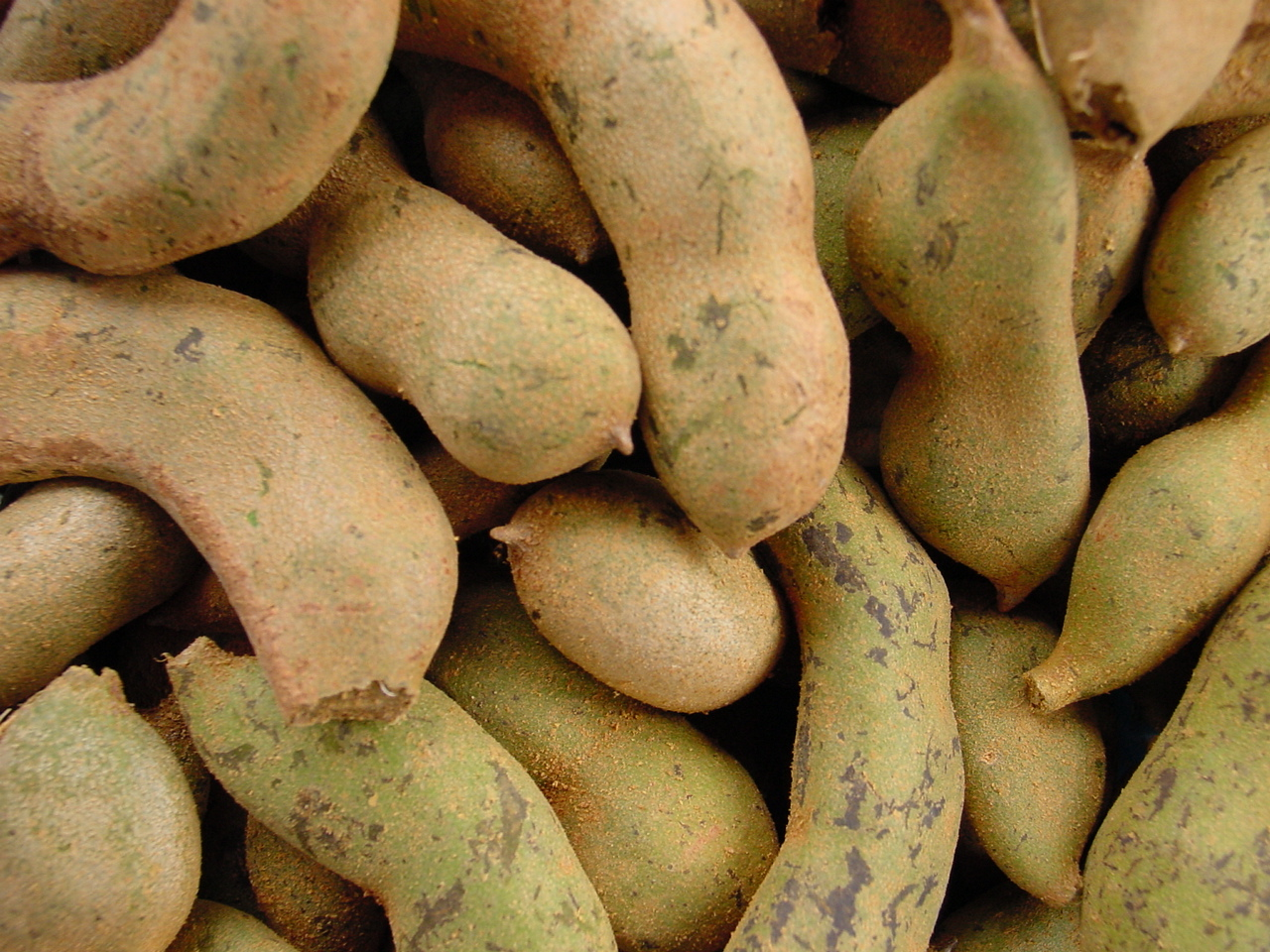
Quả me

Me là một loại thực phẩm phổ biến ở Mexico và nó được làm thành nhiều loại kẹo.
Trong tiếng lóng ở Mexico (đặc biệt là tại Thành phố Mexico), thuật ngữ me còn dùng để chỉ những người làm nhiệm vụ kiểm soát giao thông, do màu quần áo của họ giống như màu vỏ quả me.

## Me đối với người Việt

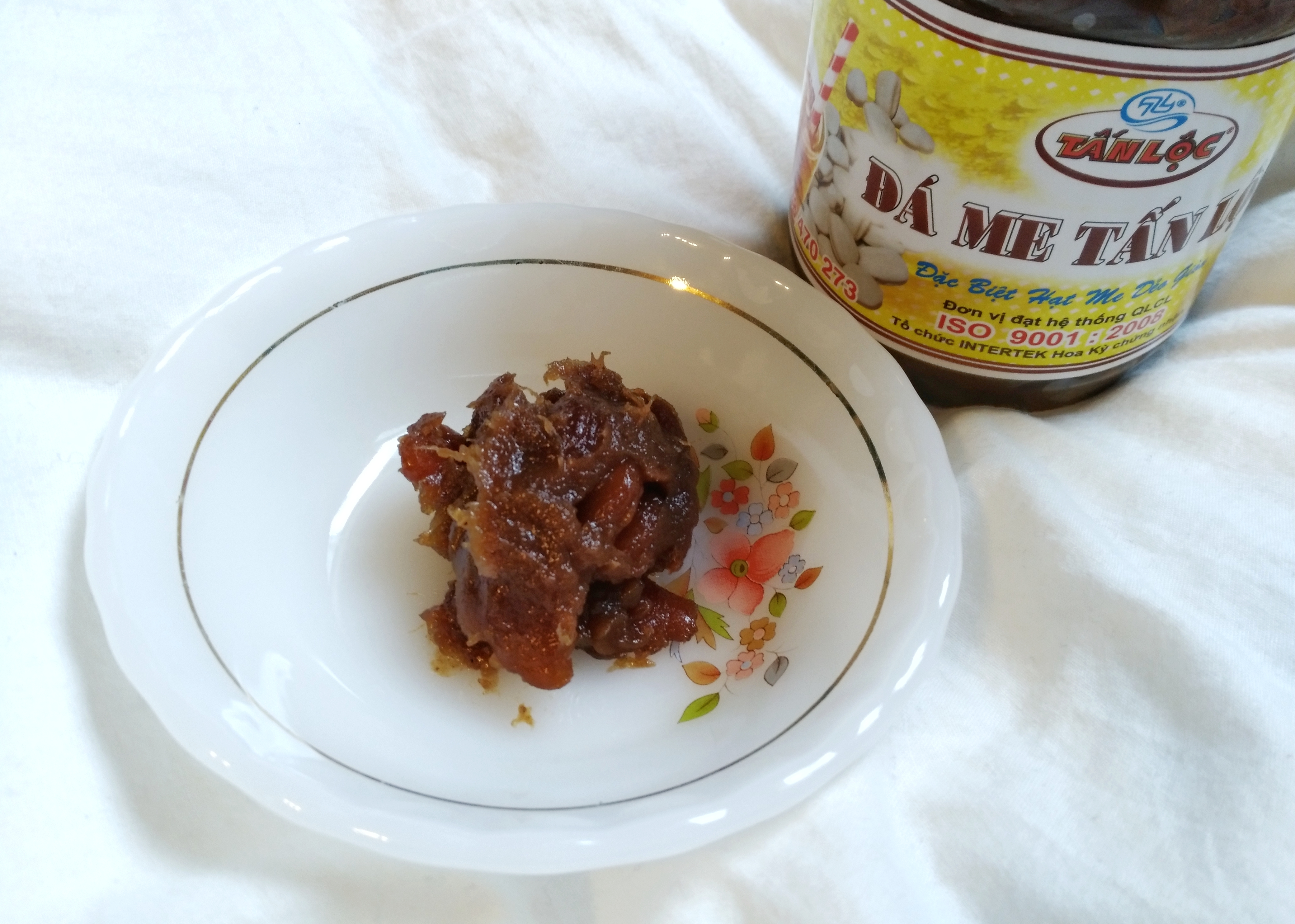
Đá me

Vì me có thân gỗ rất bền bỉ nên thân cây me già thường được người Việt cưa ra làm thớt.
Me được dùng ở Việt Nam đa số là để:
- Trái me đôi khi cả lá me non được dùng nấu canh chua, vị chua của me thơm và tốt hơn là dùng dấm.
- Trái me chín được dầm ra pha với nước chấm tạo hương vị đặc biệt. Nước mắm me được người dân miền Nam sử dụng để chấm với các loại khô nướng nhất là khô cá khoai rất độc đáo.
- Me ngày nay còn được cho vào các thức ăn nhanh đóng gói dạng "mì ăn liền" nhưng chất lượng và mùi hương đã giảm đi nhiều.
- Mứt me cũng được nhiều người yêu chuộng trong ngày tết.
- Me trái lớn, còn sống được ngâm cho mềm với nước cam thảo rồi rút bỏ hột, ăn với muối hay với mắm ruốc có ớt rất ngon. Loại này thường được bán rong ở các trường học trong miền Nam. Tuy nhiên, một số người bán xử lý không kỹ dễ nhiễm bẩn có thể gây tiêu chảy.
- Me chín bỏ hột ngào đường dùng để ăn hay chan lên bánh tráng nướng.
- Trái me non, hột chưa phát triển thân dẹp, được dầm ra, ăn với nước mắm, đường, ớt hay đôi khi dầm thêm vào với dái mít rất ngon.
- Sau này có giống me Thái Lan, vỏ giòn, dễ bóc, ăn ngọt không có vị chua.

## Tác dụng chữa bệnh của me

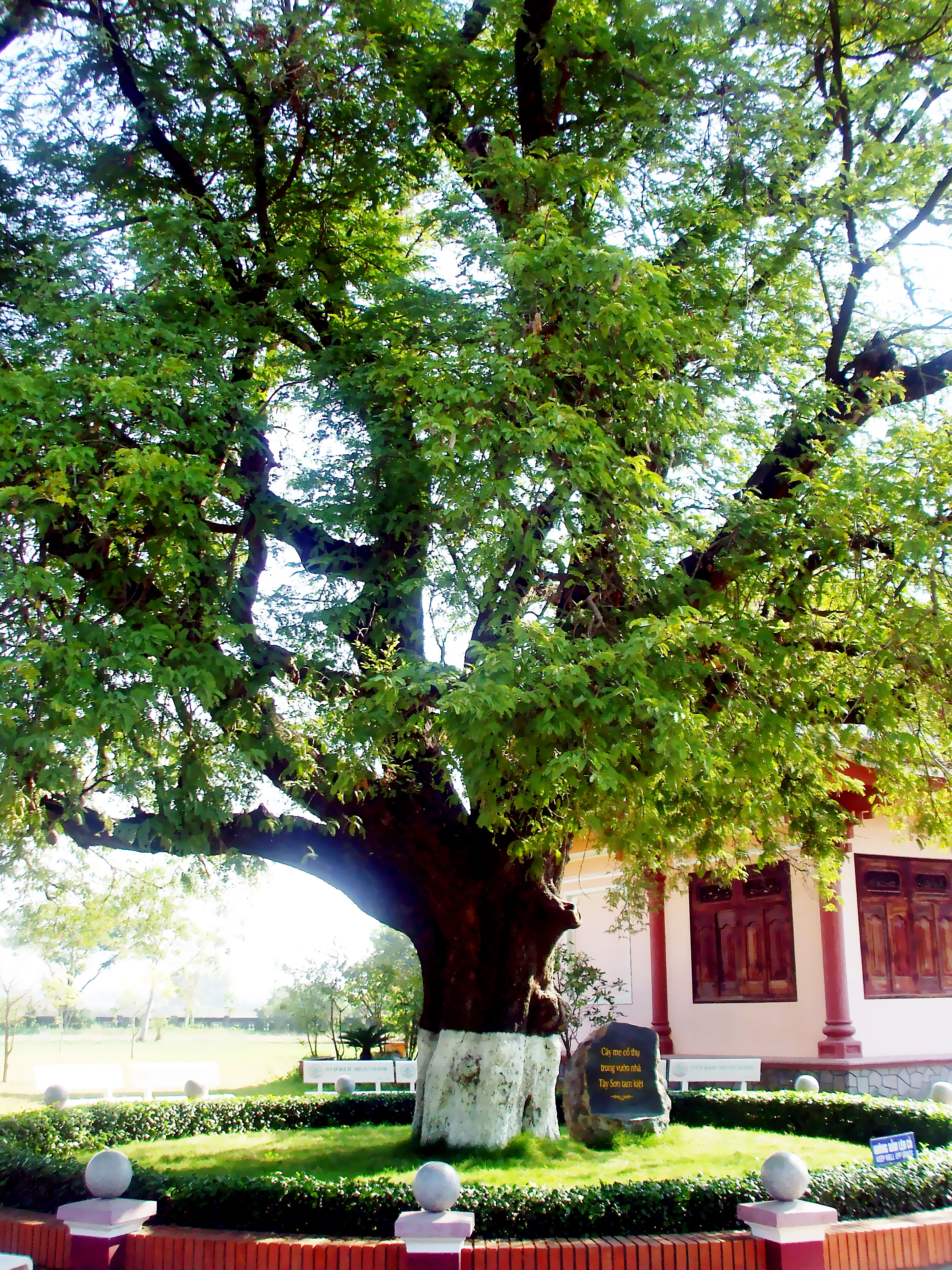
Cây me cổ thụ ở Bảo tàng Tây Sơn, Bình Định

Cùi thịt, lá và vỏ thân cây me đều có tác dụng trong y học. Như tại Philippines, lá được dùng để giảm sốt rét. Là thành phần chủ yếu trong đồ ăn của người dân ở miền Nam Ấn Độ, tại đây, me được sử dụng để làm sambhar (gia vị trong súp đậu lăng với nhiều loại rau), cơm pilihora và nhiều loại tương ớt. Me có sẵn trong mọi cửa hàng ăn theo ẩm thực người Ấn Độ trên khắp thế giới.
Nó được bán như một loại kẹo ở México (ví dụ: loại kẹo pulparido) và xuất hiện trong nhiều dạng đồ điểm tâm ở khu vực Đông Nam Á (quả khô ướp muối hay quả khô tẩm đường trong đồ uống lạnh, kem que...). Do chứ các hoạt chát y học nên me được dùng nhiều trong Ayurveda để điều trị một số bệnh liên quan đến dạ dày hay đường ruột, như: 
1. Tiêu hóa: Bột trái me chín có tác dụng trong điều trị nôn mửa, đầy hơi và khó tiêu. Người ta có thể pha bột me trong nước để uống, có tác dụng chữa chứng mất cảm giác ngon miệng và kén ăn.
2. Tăng cường khả năng miễn dịch: Do giàu vitamin C nên me giúp tăng cường khả năng miễn dịch cho cơ thể, hạn chế các nguy cơ mắc bệnh nhiễm trùng.
3. Chữa cảm lạnh: Bột và thịt me có thể làm món súp nóng dùng để trị bệnh cảm lạnh theo như cách chữa bệnh cổ truyền của người Ấn Độ.
4. Chữa Sốt: Bột me khô rất hữu ích trong việc trị sốt.
5. Chữa đau họng: Súc miệng nước me hàng ngày có thể giảm đau rát họng.
6. Chữa suy nhược:

## Từ vựng về me
Trái me có một từ đặc biệt được dùng là "me dốt" dùng để chỉ trái me chưa chín hẳn, thịt bên trong màu xanh bột mà vỏ bên ngoài đã bắt đầu khô dễ lột ra khỏi thịt trái me, ăn rất ngon.